# Scratchology
Scratchology è un album di raccolta del gruppo musicale statunitense X-Ecutioners, pubblicato nel 2003.

## Tracce
1. What Is a Scratch? (Intro) – 1:55
2. The Adventures of Grandmaster Flash on the Wheels of Steel – 5:17
3. Military Cut – 4:07
4. Rock It – 5:22
5. Like This (Full & Fresh) – 5:11
6. 2–3 Break – 3:59
7. Ugly People Be Quiet (featuring Marvelous Marvin) – 4:47
8. Product of the Environment (Remix) – 5:07
9. One for the Treble (featuring Davy DMX) – 1:04
10. Shut 'Em Down (Pete Rock Mix) (featuring Public Enemy) – 1:30
11. DJ Premier in Deep Concentration (featuring Gangstarr) – 3:35
12. Interlude – 0:32
13. Dilated Junkies (featuring The Beat Junkies, Dilated Peoples & Rhettmatic) – 3:40
14. Interlude – 0:21
15. Felonious Funk – 3:53
16. Premier's X-ecution (featuring DJ Premier) – 4:11
17. I'll Kick Ya Ass (featuring Roc Raida) – 1:55
18. Razorblade Alcohol Slide – 1:59